# Khaled Al-Senani
Khaled Saif Hamad Ali Al Senani, noto semplicemente come Khaled Al-Senani (in arabo أحمد راشد‎?; Al-Ayn, 4 ottobre 1989), è un calciatore emiratino, portiere dell'Al-Wasl.

## Carriera

### Nazionale
Convocato in nazionale sin dal 2018, debutta soltanto il 25 marzo 2023 in un amichevole contro il Tagikistan, nella quale subentra ad inizio ripresa.

## Statistiche

### Cronologia presenze e reti in nazionale
| Cronologia completa delle presenze e delle reti in nazionale ― Emirati Arabi Uniti | Cronologia completa delle presenze e delle reti in nazionale ― Emirati Arabi Uniti | Cronologia completa delle presenze e delle reti in nazionale ― Emirati Arabi Uniti | Cronologia completa delle presenze e delle reti in nazionale ― Emirati Arabi Uniti | Cronologia completa delle presenze e delle reti in nazionale ― Emirati Arabi Uniti | Cronologia completa delle presenze e delle reti in nazionale ― Emirati Arabi Uniti | Cronologia completa delle presenze e delle reti in nazionale ― Emirati Arabi Uniti | Cronologia completa delle presenze e delle reti in nazionale ― Emirati Arabi Uniti |
| Data                                                                               | Città                                                                              | In casa                                                                            | Risultato                                                                          | Ospiti                                                                             | Competizione                                                                       | Reti                                                                               | Note                                                                               |
| ---------------------------------------------------------------------------------- | ---------------------------------------------------------------------------------- | ---------------------------------------------------------------------------------- | ---------------------------------------------------------------------------------- | ---------------------------------------------------------------------------------- | ---------------------------------------------------------------------------------- | ---------------------------------------------------------------------------------- | ---------------------------------------------------------------------------------- |
| 25-3-2023                                                                          | Abu Dhabi                                                                          | Emirati Arabi Uniti                                                                | 0 – 0                                                                              | Tagikistan                                                                         | Amichevole                                                                         | -                                                                                  | 46’                                                                                |
| Totale                                                                             |                                                                                    | Presenze                                                                           | 1                                                                                  |                                                                                    | Reti                                                                               | 0                                                                                  |                                                                                    |

## Palmarès

### Club

#### Competizioni nazionali
- UAE Arabian Gulf League: 3

Al Jazira: 2010-11, 2016-17
Al Wasl: 2023-24
- Coppa del Presidente degli Emirati Arabi Uniti: 3

Al Jazira: 2011-12, 2015-16
Al Wasl: 2023-24